# 誰是大歌神
《誰是大歌神》是韓國JTBC音樂綜藝節目《隱藏歌手》授權中國浙江衛視製播的真人秀，主持人為陳歡。節目唱著猜評團成員包括知名音樂人黃國倫和妻子寇乃馨（多數分開出現）、前小虎隊成員蘇有朋、薛之謙和寧靜等人。

## 比賽方式
- 每期分為五（或六）輪進行，原唱歌神和五名模仿者在舞台的隱藏房間內輪流接唱指定歌曲， 包括“原唱歌手主唱歌曲”或“原唱歌手翻唱歌曲”，由現場100名觀眾（包括12位來賓）聆聽找尋原唱歌手，每輪最低得票者被淘汰，若原唱歌神在第一輪被淘汰，該集將會暫停錄影，因為被淘汰者沒有登台機會。最後一輪也會決定單集模仿歌手冠軍（也可能超越原唱者，直接成為模唱冠軍），再跟原唱血戰，由現場88名觀眾（不包括12位來賓）聆聽找尋原唱歌手，如果模仿歌手投票超過原唱者，會得到額外獎品，成為唯一冠軍，但因為至第6集依然沒有模仿歌手得到獎金，所以變成“榮耀合唱”。

- 最後一集——《歡唱嘉年華》

- 《幸福猜猜猜》：模仿歌手冠軍跟原唱歌神組成一隊，抽籤選擇另一戰隊對戰，各戰隊再在舞台的隱藏房間內抽籤選擇出賽選手，與另一戰隊選手對戰，唱出每人歌單裡的指定歌曲。無論代表選手是原唱者互鬥、模仿者互鬥或原唱者對另一隊的模仿者，戰隊裡100名觀眾（包括輪候戰隊們）認為是原唱的最低得票的戰隊被淘汰。因為每人有兩票，如果兩隊平手則一起晉級。
- 《幸福幫幫唱 - 榮耀之巔》：原唱者為模仿歌手幫幫唱，合唱時，100名觀眾（包括輪候戰隊們）認為是表現最好的模仿歌手最高得票的模仿歌手。第一位模仿歌手直接登上“榮耀之巔”，但每當另一位模仿歌手擊敗其分數，會被後者取代，直到最後完畢，但因為再次出現同分狀況，而有多位冠軍出現，也是節目史上（包括韓國版）前所未見。

## 播出時間

### 首播
| 頻道       | 所在地   | 播映日期                    | 播出時間                      |
| ---------- | -------- | --------------------------- | ----------------------------- |
| 浙江衛視   | 中国     | 2016年3月6日－2016年5月15日 | 每周日晚間22:00播出。         |
| ntv7       | 马来西亚 | 2017年3月4日                | 每逢星期六晚上20:30播出       |
| 八大綜合台 | 臺灣     | 2019年3月31日               | 每逢星期日下午16:30-18:00播出 |

## 節目列表
| 集數 | 日期          | 大歌神                                                            | 曲目 | 來賓和特別來賓 |
| 1    | 2016年3月6日  | 譚詠麟                                                            | 1.水中花 2.卡拉永遠OK 3.有多少愛可以重來 4.半夢半醒之間 合唱：朋友 | 曾志偉 曾國祥 （模唱歌手，曾志偉的兒子） |
| 2    | 2016年3月13日 | 張宇                                                              | 1.一言難盡 2.沒關係 3.趁早 4.月亮惹的禍 5.合唱：雨一直下 | 游鴻明 |
| 3    | 2016年3月20日 | 林俊傑                                                            | 1.江南 2.不潮不用花錢 3.被風吹過的夏天 4.修煉愛情 合唱：不為誰而作的歌 | 洪俊揚(模唱歌手，林俊杰好友) 金莎 陳漢典 大張偉 張懷秋 林俊峰 （林俊傑胞兄）                                                                                 |
| 4    | 2016年3月27日 | 蕭敬騰                                                            | 1.海芋戀 2. 王妃 3.袖手旁觀 4.會痛的石頭 合唱：阿飛的小蝴蝶 | |
| 5    | 2016年4月3日  | 任賢齊                                                            | 1.兄弟 2.我是一隻魚 3.我是一隻小小鳥 4.傷心太平洋 合唱：任逍遙 | 阿牛 九孔 Peter 老師 梁漢文 |
| 6    | 2016年4月10日 | 林志炫                                                            | 熱身賽：輸了你贏了世界又如何 (林志炫沒有參賽) 1.蒙娜麗莎的眼淚 2.散了吧 3.離人 4.單身情歌 合唱：沒離開過 \|\| 黃嘉千 九孔 林志彥 （林志炫胞弟） | |
| 7    | 2016年4月17日 | 許茹芸                                                            | 熱身賽：突然想愛你 （許茹芸沒有參賽，由男歌手周洋代唱，也被淘汰） 1.淚海 2.如果雲知道 3.為你我受冷風吹 4.獨角戲 | Peter 老師 黃嘉千 劉剛 崔栽誠 (Mr. Big, 許茹芸丈夫，錄像裡)                                                                                                  |
| 8    | 2016年4月24日 | 张靓颖                                                            | 1.畫心 2.如果這就是愛情 3.冬天裡的一把火 間歇表演：《Fighting Shadows》（《終結者 5》 片尾曲） 4.我們說好的 合唱：終於等到你 | 朦朧 潘辰 （原是模仿歌手團員，第一輪被淘汰， 但送張靚穎驚喜， 成為唯一一位有露臉的首輪淘汰者， 及後加入明星猜評團， 也曾是《如果這就是愛情》MV女主角和替身） |
| 9    | 2016年5月1日  | 齊秦                                                              | 1.外面的世界 2.大約在冬季 3.月亮代表我的心 4.不讓我的眼淚陪我過夜 合唱：狼 | 齊豫 孫麗雅 （齊秦妻子） |
| 10   | 2016年5月8日  | 周華健                                                            | 1.讓我歡喜讓我憂 2.愛相隨 3.至少還有你 4.孤枕難眠 合唱：有沒有一首歌會讓你想起我 | 齊豫 九孔 |
| 11   | 2016年5月15日 | 譚詠麟 張宇 林俊傑 蕭敬騰 任賢齊 林志炫 許茹芸 張靚穎 齊秦 周華健 | 第一輪 1. 卡拉永遠OK (原唱者) vs. 讓我歡喜讓我憂（原唱者） （52-52 平手，雙方晉級） 2. 囚鳥 （模仿歌手）vs. 我走以後 （原唱者） （26-62） 3. 江南 （模仿歌手）vs. 蒙娜麗莎的眼淚 （模仿歌手） （47-25） 4. 阿飛的小蝴蝶（模仿歌手） vs. 淚海（模仿歌手） （26-21） 5.心太軟（原唱者）vs. 大約是冬季（模仿歌手） （36-24） 第二輪 1. 一生中最愛 （64） 2. 修煉愛情 （70） 3.王妃 （67） 4.天涯 （60） 5.我的夢 （63） 6. 刀劍如夢 （70） 比賽結果：雙冠軍 - 張夢羽、張捷 | |

## 電視節目的變遷
| 中国 浙江衛視 每週日10:00                    | 中国 浙江衛視 每週日10:00                   | 中国 浙江衛視 每週日10:00                                            |
| -------------------------------------------- | ------------------------------------------- | -------------------------------------------------------------------- |
|                                              | 誰是大歌神 （2016年3月6日－2016年5月15日）  |                                                                      |
| —                                            | —                                           |                                                                      |
| 臺灣 中天綜合台 每週六 20:00 - 21:30         |                                             |                                                                      |
| 隱藏的歌手 （2016年4月16日－2016年6月25日）  | 誰是大歌神 （2016年7月2日－2016年9月17日）  | 蒙面歌王 （2016年9月24日－2016年12月3日）                            |
| 臺灣 中視主頻 每週日 22:00 - 23:30           |                                             |                                                                      |
| 嫉妒的化身 （2016年10月16日－2017年2月19日） | 誰是大歌神 （2017年2月26日－2017年5月14日） | 天籟之戰 (第一季) （2017年5月21日－2017年7月23日）                   |
| 臺灣 八大綜合台 每週日16:30-18:00            |                                             |                                                                      |
| 新多啦A夢                                    | 誰是大歌神 （2019年3月31日－2019年4月21日） | 梦想的声音 (第三季) （2019年4月28日－2019年7月14日）（18:00－20:00） |